# 呂焯
呂焯（1530年—？），字文華，浙江嘉興府秀水縣人，匠籍，明朝政治人物。

## 生平
嘉靖二十八年（1549年）己酉科浙江鄉試第六十二名舉人。嘉靖二十九年（1550年）中式庚戌科會試第八十八名，登第三甲第三十六名進士。授安仁縣知縣。

## 家族
曾祖呂英；祖父呂廷瑞；父呂椿。嫡母楊氏；生母陸氏。具庆下。